# Pratt & Whitney R-1535
Le Pratt & Whitney R-1535 Twin Wasp Junior est un moteur d'avion américain dans les années 1930.

## Déclinaisons
- R-1535-11 - 750 ch (559 kW)
- R-1535-13 - 750 ch (559 kW), 825 ch (615 kW)
- R-1535-44 - 625 ch (466 kW)
- R-1535-72 - 650 ch (485 kW)
- R-1535-94 - 825 ch (615 kW)
- R-1535-96 - 825 ch (615 kW)
- R-1535-98 - 700 ch (521 kW)
- R-1535-SB4-G - 825 ch (615 kW)

## Utilisations
- Bellanca 28-70 (en)
- Breguet 693
- Canadian Car & Foundry FDB-1
- SBC Helldiver
- Douglas O-46 (en)
- Fokker D.XXI (Finnish licence-built series 4 and 5)
- Grumman F2F
- Hughes H-1 Racer
- Miles Master
- Northrop A-17
- Northrop BT
- Vought SBU Corsair
- Vought SB2U Vindicator